# Kateřinice (ort i Tjeckien, Zlín)
Kateřinice är en ort i Tjeckien.   Den ligger i regionen Zlín, i den östra delen av landet, 260 km öster om huvudstaden Prag. Kateřinice ligger 389 meter över havet och antalet invånare är 938.
Terrängen runt Kateřinice är lite kuperad. Runt Kateřinice är det ganska tätbefolkat, med 222 invånare per kvadratkilometer. Närmaste större samhälle är Vsetín, 9,3 km sydost om Kateřinice. I omgivningarna runt Kateřinice växer i huvudsak blandskog.